# 玻璃石

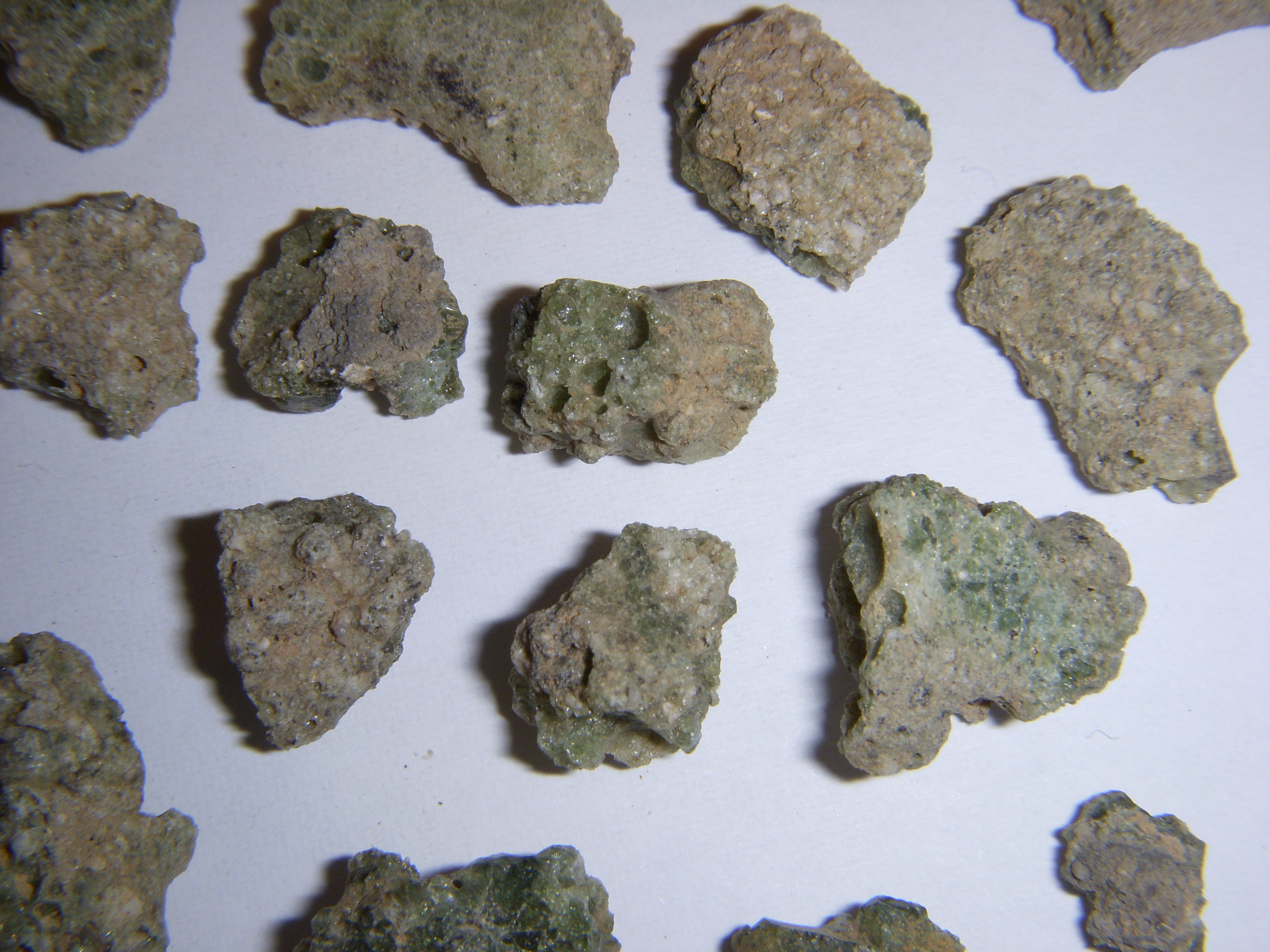
玻璃石碎塊

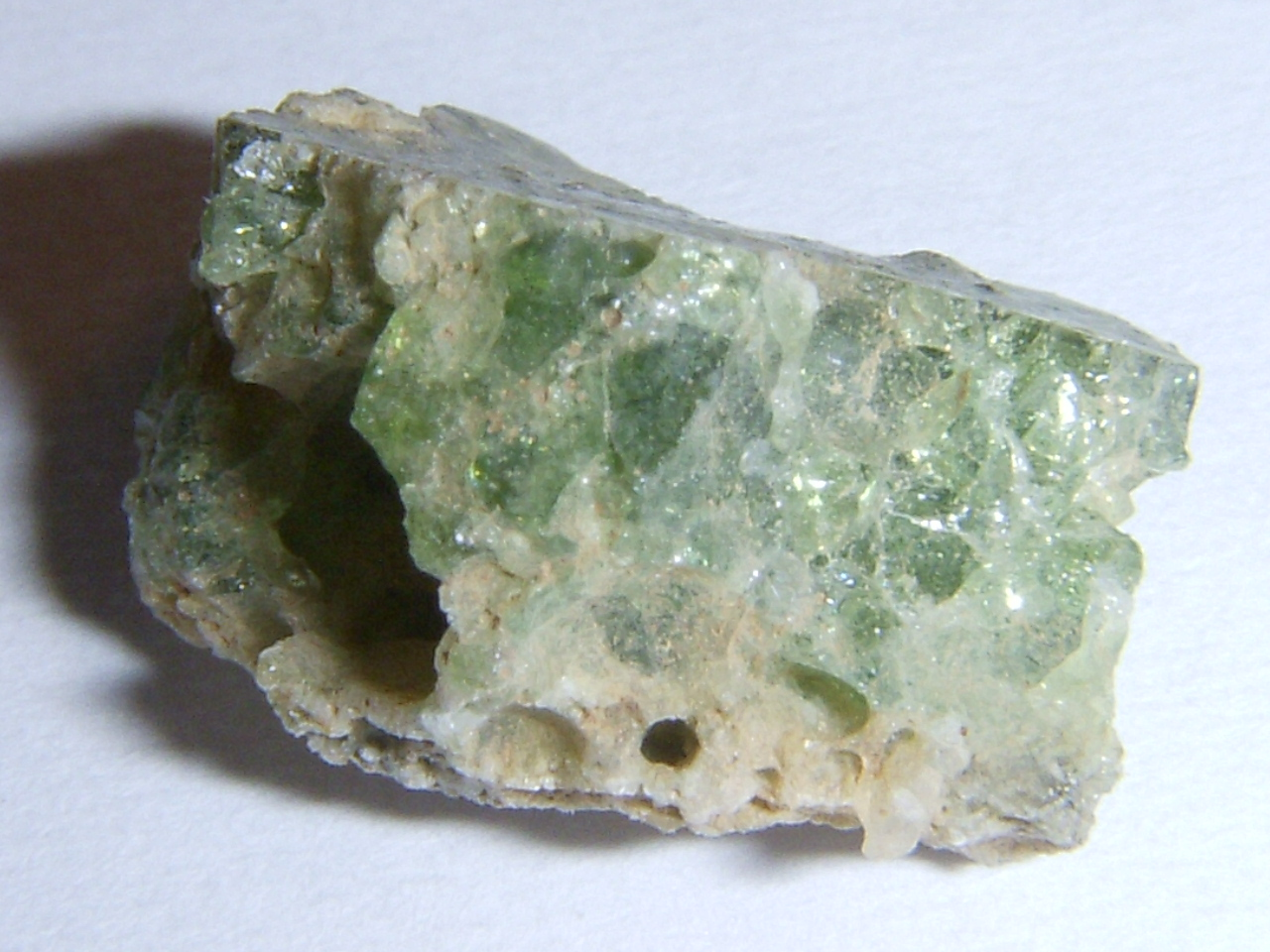
玻璃石側面

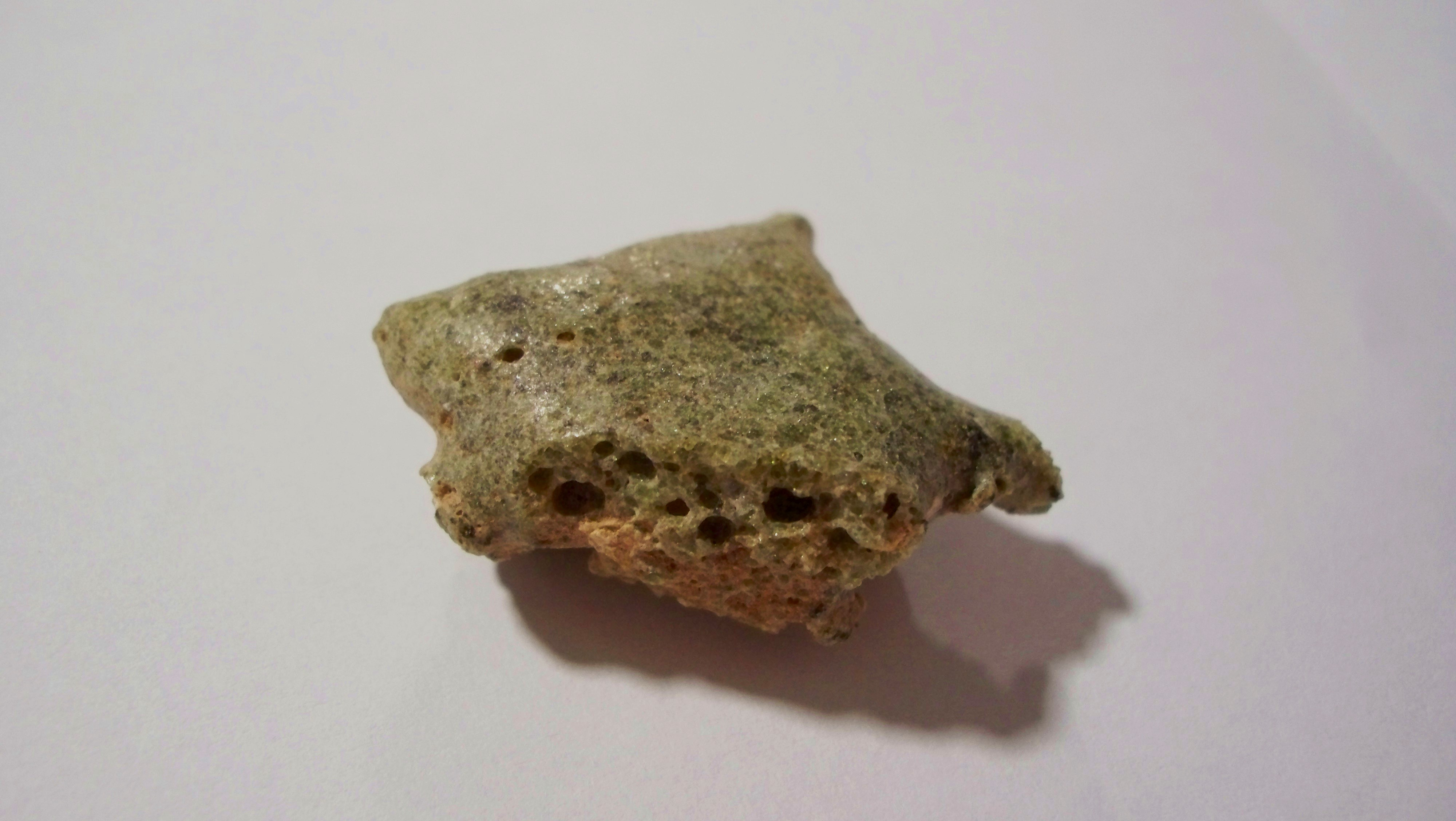
在三位一體核試爆場址的玻璃石

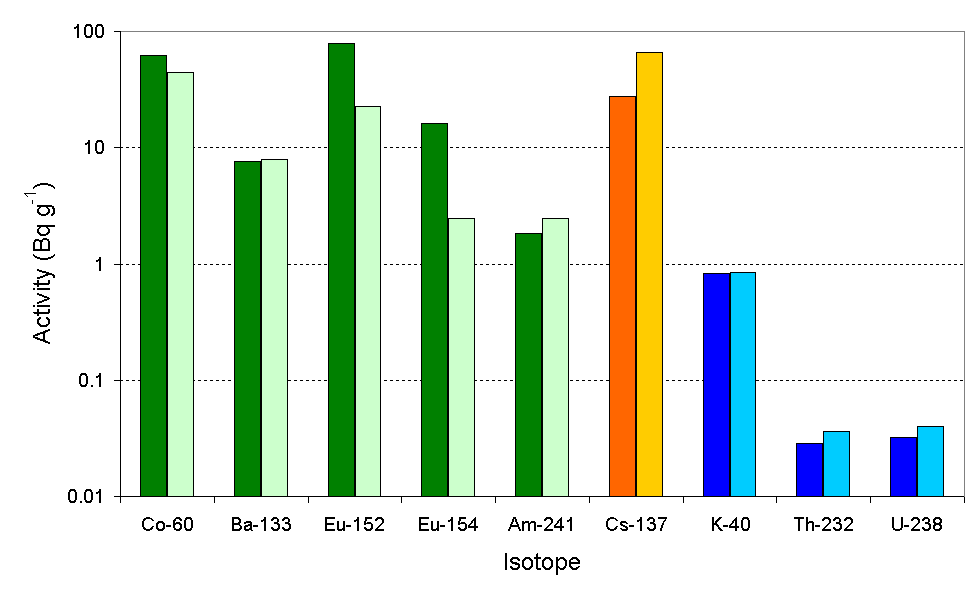
Levels of radioactivity in the trinity glass from two different samples as measured by gamma spectroscopy on lumps of the glass

玻璃石（英語：Trinitite）是一種在1945年7月16日於美國新墨西哥州奧特羅縣縣治阿拉莫戈多進行的以鈈為底的三位一體核試爆後的殘餘玻璃狀礦物。此礦物主要成份為石英砂及長石組成的長石砂岩（長石包括了微斜長石及少量的斜長石），並帶有少量的方解石、普通角閃石及普通輝石，包含在沙狀黏土基質內，這些物質被核爆所熔解並混化形成玻璃石。此礦物通常為淺綠色，但顏色可有其它變化。此物質帶有些微輻射，但可安全手執。
在1940年代晚期及1950年代初期，礦物樣品被搜集且以新奇物品被販售給礦物搜集者，直到2019年，仍可以在三位一體核爆場地找到少量礦物，雖然大多數礦物已被美國原子能委員會在1953年以推土機掩埋。現在從核試爆場地採集剩下的礦物是違法行為，然而在禁令生效前採集的礦物仍在礦物搜集者手中。

## 自然玻璃石
玻璃石有可能以自然方式而產生
。

### 閃電熔岩
玻璃石是人造的，但在許多易產生雷暴地區及沙漠地區發現的閃電熔岩是自然產生的。閃電熔岩可為中空或實心的玻璃物質，形狀可為管狀、塊狀、團狀或是沙狀。由石英砂、矽石、岩石、鈣質層、生質、黏土或是其它土壤及沈積物構成。產生方式為雷擊。

### 撞擊石
撞擊石是一種類似於玻璃石的物質，可由隕石撞擊所形成。

## 參看
- 閃電熔岩
- 雷公墨

## 外部連結
- Trinitite info and photos （页面存档备份，存于）
- Radiographic spectrum of Trinitite （页面存档备份，存于）
- Ralph Pray's account of removing Trinitite from the site （页面存档备份，存于）
- Trinitite in The Corning Museum of Glass collection